# Ken Peplowski
Ken Peplowski (Cleveland, 1959. május 23. –) amerikai dzsesszklarinétos, tenorszaxofonos.

## Pályafutása
Egy családi zenekarban, majd polkazenekarokban játszott. Már 10 éves korában fellépett közönség előtt. Középiskolás korában a dzsessz felé fordult.
1978-1980 között Tommy Dorsey együttesével turnézott. Eközben Sonny Stittnél is tanult. 1980-ban New Yorkba költözött és különböző stílusokban játszott. 1984-től a Benny Goodman tenorszaxofonosa volt. 1987-től felvételei készültek a Concord Recordsnál. Kísérte Mel Tormét és Rosemary Clooney-t. Több mint 20 albumot vett fel zenekarvezetőként.
Számos Woody Allen-filmben szólal meg zenéje.

## Lemezek
- Lost In The Stars
- And Heaven, Too… Vol. II
- All This… Vol. I
- Last Swing of the Century
- That Feeling of Jazz
- Grenadilla
- A Good Read
- The Other Portrait
- It’s a Lonesome Old Town
- Encore!
- Live at the Ambassador Auditorium
- Steppin’ with Peps
- Concord Duo Series, Vol. III
- The Natural Touch Ganador
- Kritik (Grammy-díj jelölés)
- Groovin’ High
- The Bossa Nova Years
- Illuminations
- Mr. Gentle and Mr. Cool
- Sonny Side
- Double Exposure
- Dearest Duke
- The Feeling Of Jazz
- The Music of Bob Haggart Featuring His Porgy and Bess hangszerelés
- The Michael Moore Trio: The History of Jazz Vol. 2: Dedications

## Díjak
Grammy-díj jelölés: Best Album Of 2017